# Марцюк Зиновій
Марцюк Зиновій (22 жовтня 1910 р., с. Озерна, тепер Тернопільська область — 13 січня 2007, м. Мюнхен, ФРН) — головний фінансист ОУН, фінансовий референт ОУН, організатор збірок на фонд УПА. 

## Життєпис
Організовував і проводив в українському закордонному середовищі збори коштів для ОУН у 1941-44 рр., після Другої світової війни — для продовження боротьби в Україні, зокрема для підтримки УПА. Пізніше в Мюнхені працював в Злученому Українському американському допомоговому комітеті, а згодом в друкарні Івана Бутковського, де друкувалися «Сучасність» та «Український Самостійник». Ця друкарня за спогадами його дочки - Христини Фрей-Марцюк знаходилася на Hessstrasse.
Після здобуття Україною незалежності у 1991 році приїхав в Україну на 3 тижні. Відвідав Озерну, Тернопіль, Львів, Київ. У Києві політв’язні, якими він опікувався хотіли влаштувати йому парадну зустріч, проте він відмовився. Слідкував за політичними процесами — виборами Президентів України, Помаранчевою революцією тощо.
Помер 13 січня 2007 року в Мюнхені, похований на цвинтарі Вальдфрідгоф. 